# الله (آریزونا)
الله (به انگلیسی: Allah) یک منطقهٔ مسکونی در ایالات متحده آمریکا است که در آریزونا واقع شده‌است. الله ۵۹۶ متر بالاتر از سطح دریا واقع شده‌است.